# Alberto Fortis
Alberto Fortis (Padova, 9. studenoga 1741. – Bologna, 21. listopada 1803.), bio je talijanski teolog, prirodoslovac, putopisac i redovnik. U svom djelovanju doticao se mnogih različitih znanstvenih disciplina, posebice zemljopisa, prirodopisa, geologije, etnologije i povijesti, kao i književnosti, te se smatra polihistorom.

## Životopis
Alberto Fortis rođen je kao Giovanni Battista Francesco Antonio Fortis. Rođen je iz drugog braka oca plemića. Krsni, a kasnije i na potvrdi, mu je kum bio profesor Antonio Vallisnieri koji je mnogo svog znanja iz područja prirodoslovlja prenio na mladoga Fortisa. Nakon očeve smrti 1747. godine, a vjerojatno radi slabijeg imovnog stanja, nakon polubrata i sâm s nepunih trinaest godina dne 22. travnja 1754. stupio je u sjemenište. Ne završivši sjemenište, godine 1757. stupa u pustinjački red sv. Augustina. Ova njegova odluka vjerojatno je motivirana nadom da će kao augustinac imati veću slobodu izbora studija, ali i slobodu kretanja nego kao svjetovni svećenik.
Putovao je po Europi, naročito po Dalmaciji, Primorju i Istri, o čemu je objavio niz djela, od kojih je najbitnije Put po Dalmaciji (Viaggio in Dalmazia, 1774.), nastalo kao rezultat putovanja od 1771. do 1773. godine, u kojem u dvije knjige predstavlja Dalmaciju i Primorje europskoj publici. U prvoj knjizi najveću pozornost dobiva poglavlje u kojem se idealizira život seljaka u zaleđu Dalmacije (Morlaka), dok se u drugoj knjizi raspravlja o mnogim zemljopisnim, gospodarskim i etničkim pitanjima. U djelu se nalazi i verzija Hasanaginice dana u izvorniku i prijevodu na talijanski. Knjiga je imala velik odjek, a na hrvatski je u potpunosti prevedena tek 1984. godine. Knjiga nailazi na kritike prosvjetitelja i izaziva zgražanje nad Morlacima, dok ih Fortis vidi kao miroljubive, plemenite, poštene i gostoljubive.
Njegova kronološki prva knjiga Ogled nastala 1771. godine donosi zapažanja o otocima Cresu i Osoru. Zasnovana je kao minerološka studija, ali izašla je kao studija o stanovništvu i narodnoj kulturi. Donosi podatke o jeziku i usmenoj književnosti. Ta prirodoslovna misija bila je pothvat kojeg je financirao Fortisov mecena John Stuart, škotski plemić i grof od Bute. Njemu je Fortis posvetio i svoje najpoznatije poglavlje iz Puta po Dalmaciji, poglavlje o Morlacima, zato što se i sam Stuart zanimao za morlakizam.
Zbog svoje sklonosti putovanjima bez znanja njegovih nadležnih i znanstvenim istraživanjima Dalmacije bio je prisiljen napustiti svoj duhovni red. Za život zarađuje dalje svojim znanstvenim radom, istraživanjem, pisanjem i suradnjom s raznim znanstvenim časopisima.

## Djela

### Objavljeno na hrvatskom
- Put po Dalmaciji, (Marjan tisak, Split, 2004.) preveli Mate Maras i Darko Novaković; ISBN 953-214-123-5
- Ogled zapažanja o otocima Cresu i Lošinju, (Split, 2014.) preveo Dubravko Balenović; ISBN 978-953-163-405-2
- O uzgoju kestena i o njegovu uvođenju u primorsku i unutrašnju Dalmaciju (Zadar – Znanstvena knjižnica Zadar); preveli Mirela Kalcina i Marin Buovac, 2017.

### Objavljeno na talijanskom
- Saggio d’osservazioni sopra l’isola di Cherso ed Ossero (Rasprava i razmatranja o otoku Cresu i Lošinju), Venecija, 1771.
- Viaggio in Dalmazia I, II (Putovanje po Dalmaciji, 2 sveska), Venecija, 1774.
- Della coltura del castagno da introdursi nella Dalmazia marittima e medditerranea (O uzgoju kestena i o sadnji u primorskoj i unutrašnjoj Dalmaciji), Napulj 1780.; Venecija 1794.